# Gallo pinto

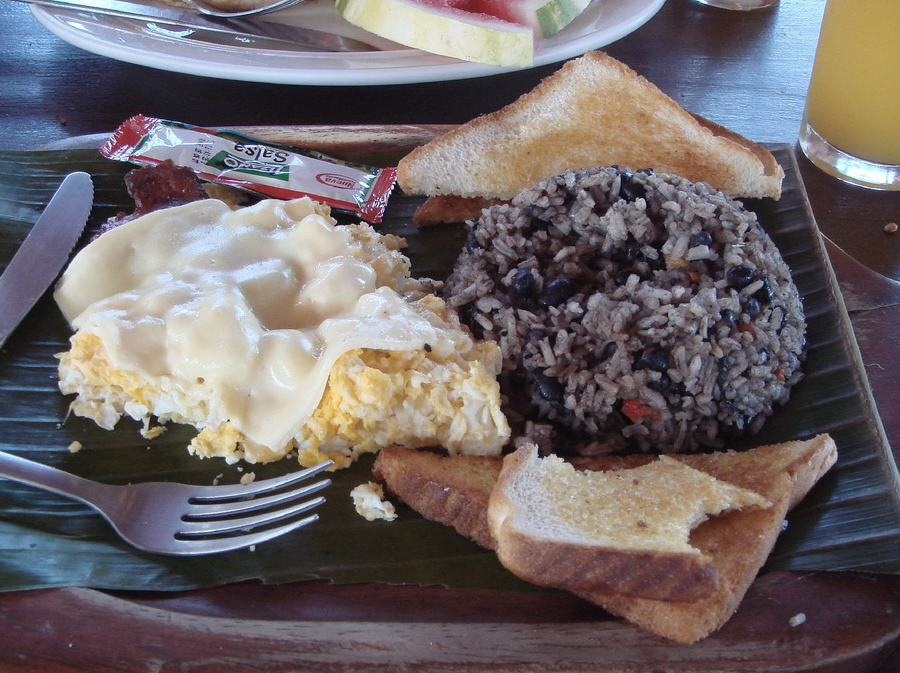
Gallo Pinto acompanhando um pequeno-almoço tradicional

Gallo Pinto (frequentemente tratado por Pinto na Costa Rica) é um prato popular da Costa Rica, feito com arroz e feijão misturados, que são fritos até ficarem tostados, sendo que o arroz é em maior quantidade que o feijão. O Gallo Pinto tem uma larga história e tem tido um papel fundamental na dieta de numerosos países latino-americanos.
O 'Gallo Pinto' é frequentemente considerado um prato tradicional, mas esta afirmação não é correcta, uma vez que o arroz é de origem asiática.

## História
Tanto os costa-riquenhos como os nicaraguenses se afirmam como os criadores deste prato, mas independentemente da sua origem, este prato afirmou-se como parte integral da cultura costa-riquense e nicaraguense. Como tal, os latino-americanos concordam que este prato é parte dos dois países, e que têm mais semelhanças que diferenças.
A história do Gallo Pinto não é conhecida, mas a teoria mais aceita é que foi trazida pelos escravos africanos que migraram para a costa do Caribe centro-americano e fizeram esta mistura devido à falta de ingredientes. Supostamente, chamaram-no Gallo Pinto, que é espanhol significa "Galo avistado" pois a mistura do arroz com feijão vermelho se assemelha com um galo com alguma plumagem vermelha. Este prato rapidamente se tornou popular no resto do país.
Na Costa Rica, os ticos chamam Gallo Pinto à mistura de arroz e feijões (e demais ingredientes) com o Salsa Lizano, um molho criado em 1920, mas que se tornou parte da identidade costa riquenha, mas no resto dos países, este prato é preparado com qualquer marca de condimentos.

## Variações
Na província de Limón, na Costa Rica, este prato chama-se rice and beans e inclui leite de coco e pimenta habanero (conhecidas localmente como pimentas panamá).
Existem também outras variações deste prato. Um prato similar é Moros y Cristianos (mouros e cristãos) em Espanha e Cuba, ou apenas moro. Um prato parecido pode ser encontrado no Panamá e em El Salvador, onde é chamado casamiento. Outras variações incluem feijão frade e favas, no lugar do feijão preto na República Dominicana e em Porto Rico. Também se encontrado pratos parecidos na Colômbia (calentado paisa) e no Peru (tacu tacu).
Recentemente, empadas recheadas de Gallo Pinto tornaram-se uma alternativa popular para quem não tem tempo de tomar um pequeno-almoço.

## Nomes
Em outros países do caribe, há uma versão igualmente popular ao «arroz com feijão», que diferente do Gallo Pinto porque o arroz, o feijão e o coco são cozinhados ao mesmo tempo. Existem diversas regiões com diversos nomes em outros países, desde o México e as Antillas, passando pelo Equador e Brasil.
Podemos encontrar diversas versões do Gallo Pinto:
- Brasil: Baião de dois, no nordeste, servido com queijo e carne seca ( charque ) ao invés de ovos.
- Colômbia: calentado; Ilhas do Santos André e de Providência: rice and beans.
- Costa Rica: Gallo Pinto, com algumas especiarias, tais como pimenta e coentros e cebolas. Na costa caribenha - Puerto  Limón e Puerto Viejo - prepara-se algo parecido, o rice and beans, mas com a adição de coco.
- Cuba: moros e cristianos, congrí, congrís.
- El Salvador: casamiento.
- Guatemala: casados, e também com arroz e feijão. Na costa caribenha - Izabal - é conhecido como rice and beans, e inclui coco.
- Honduras: casamiento; na costa norte: arroz e feijões.
- Jamaica: Rice and beans.
- México: pispiote.
- Nicarágua: Gallo Pinto, com algumas especiarias como pimenta, coentos e cebolas.
- Panamá: Gallo Pinto, e na costa caribenha - Colón e Bocas del Toro- é conhecido como rice and beans e é preparado com leite de coco. A versão mais conhecida é com favas, tal como em Porto Rico e na República Dominicana.
- Peru: calentado; e na sua variante especial: tacu-tacu.
- Porto Rico: arroz com habichuelas(feijão). A sua versão mais conhecida é com favas, tal como no Panamá e na República Dominicana.
- República Dominicana: moro. A versão mais conhecida é com favas, igual à do Panamá e de Porto Rico.